# Ugandas damlandslag i volleyboll
Ugandas damlandslag i volleyboll  representerar Uganda i volleyboll på damsidan. Laget organiseras av Uganda Volleyball Federation. Det har smeknamnet Lady Volleyball Cranes. Det deltog vid afrikanska mästerskapet 2007, där de kom på femte och sista plats i sin grupp. Det spelade inga matcher mellan 201 och 2023.